# Gigi Moncalvo
Gigi Moncalvo, all'anagrafe Luigi Moncalvo (Gavi, 13 agosto 1950), è un giornalista, scrittore e conduttore televisivo italiano, autore di diversi saggi.

## Biografia

### Giornalismo
Laureatosi nel 1973 in scienze politiche con specializzazione politico-internazionale all'Università di Genova, diviene giornalista professionista nel 1976. Nel 1974 inizia la carriera giornalistica presso la cronaca de Il Secolo XIX di Genova sotto la direzione di Piero Ottone. Nel 1975 passa sotto la direzione di Cesare Lanza presso il Corriere d'Informazione di Milano.
Un anno dopo, sempre a Milano ritorna con Ottone, stavolta al Corriere della Sera, occupandosi della sezione politica; al Corriere diventa capo servizio nel 1978 e un anno dopo caporedattore della sezione spettacoli e cultura. È del 1980 il passaggio, con Maurizio Costanzo, a L'Occhio, in qualità di caporedattore centrale. Tre anni dopo è caposervizio della sezione tv e spettacoli de Il Giorno (direttore Guglielmo Zucconi).
Alla fine degli anni novanta, Moncalvo torna alla carta stampata assumendo prima la direzione del settimanale Il Nostro Giornale e poi la direzione del quotidiano La Padania di Milano tra il 2002 e il 2004.

### Televisione
Nel 1981 compie il passaggio dalla carta stampata al piccolo schermo come capo-redattore e curatore del programma Buongiorno Italia di Canale 5. Nel 1985 diventa capo-redattore delle emittenti televisive del gruppo Fininvest occupandosi di diversi programmi, tra i quali Monitor (1985, diretto da Guglielmo Zucconi), gli Speciali News delle tre reti (1986), Dentro la notizia (una sorta di telegiornale in differita del 1988, di cui è il conduttore alternandosi con Jas Gawronski e Alessandro Cecchi Paone).
Nel frattempo continua a realizzare reportage nelle zone "calde" del mondo: è il primo giornalista non sovietico a entrare con la sua troupe all'interno della Centrale nucleare di Černobyl' dopo lo scoppio del reattore numero quattro.
Nel 1989 diventa inviato speciale in URSS seguendo le vicende di glasnost' e perestrojka nel periodo di Michail Gorbačëv. In quel periodo realizza importanti reportage, non solo nell'ex Unione Sovietica, ma anche tre volte durante la guerra in Afghanistan (un suo documentario "Kabul addio", acquistato da molte TV in tutto il mondo, ottiene riconoscimenti in vari paesi).
Nel 1990 viene promosso alla conduzione del TG Canale 5 News, antesignano del TG5 in alternanza con Cristina Parodi e Alessandro Cecchi Paone e l'anno dopo è anche uno dei responsabili incaricati di realizzare in Italia e all'estero i documentari e i collegamenti all'interno della trasmissione Telemike di Mike Bongiorno.
In seguito si occupa di varie trasmissioni su emittenti o circuiti nazionali, come Rete Mia (dove conduce il programma Vietato ucciderci, 1993-1994), Antennatre di Milano (dove conduce Silenzio Stampa, dal 1994 al 1996), Antenna Tre Nordest di Treviso (di cui diventa direttore del TG, sul finire degli anni novanta), TelePadania (conduttore di Alta Tensione, nel 2001) e il circuito nazionale Odeon TV (conduttore di Sfida finale, sempre nel 2001, e Barba e capelli).
Oltre a essere spesso ospite come opinionista politico in trasmissioni come Omnibus su LA7 e Agorà su Raitre, dal 2004 è anche autore e conduttore del programma Confronti, in onda su Raidue. È stato un dirigente RAI, con la qualifica di capo struttura dell'informazione di Raidue fino al 2008.

### Attività politica
Vicino alle posizioni della Lega Nord dagli anni novanta, nel 2009 si candida a sindaco di Novi Ligure per una coalizione formata da PdL, UdC, La Destra, lista civica Novi Nuova e lista Leghisti di Novi (mentre la lista "ufficiale" della Lega Nord sostiene un'altra candidata). Si piazza secondo col 39,5% dei voti al primo turno e viene sconfitto al ballottaggio dal candidato di centrosinistra Lorenzo Enrico Robbiano, venendo comunque eletto nel consiglio comunale.

## Pubblicazioni
- Milano No - Dizionario dei milanesi da buttare via. (1975 Elle Edizioni)
- Silenzio Stampa - Dieci sequestrati raccontano. (1977, Sperling & Kupfer)
- Pannella, il potere della parola. (1980 Sperling & Kupfer)
- De Mita, il nuovo potere. (1982 Sperling & Kupfer)
- Oltre la notte di piombo. (1987 Edizioni Paoline)
- Faccia a faccia con la mafia. (1990 Edizioni Paoline)
- Di Pietro, il giudice terremoto. (1992 Edizioni Paoline)
- Segni, un segno dell'Italia che vuole cambiare. (1993 Edizioni Paoline)
- Berlusconi in concert. (1994 Otzium Ltd, Londra)
- Alessandra Di Rudinì: dall'amore per D'Annunzio al convento. (1995 Ed. Paoline)
- Beppe Piroddi - L'amateur. (2007, Mursia)
- I lupi & gli Agnelli. (2009, Vallecchi)
- Agnelli segreti. (2012, Vallecchi)[2]
- I Caracciolo: Storie, misteri e figli segreti di una grande dinastia italiana. (2016, Gi.Emme Communication)
- Agnelli coltelli. (2022, Vallecchi-Firenze)
- Juventus segreta. (2023, Vallecchi-Firenze)
- Agnelli - The Italian Royal Family (2024, Vallecchi-Firenze)